# 사무엘 벤체트리트

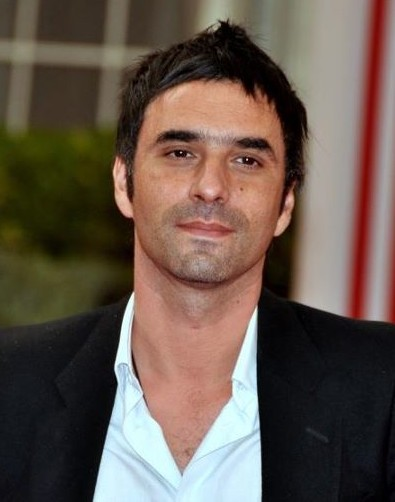

사무엘 벤체트리트(Samuel Benchetrit, 1973년 6월 26일 ~ )는 프랑스의 배우, 각본가, 영화 감독, 작가, 영화배우이다.
샹피니쉬르마른에서 태어났다.

## 영화
- 도그 (2017년)
- 마카담 스토리 (2015년)
- 레 가젤 (2014년) - 올리버 역
- 차일드 오브 유어스 (2012년)
- 난 항상 갱스터가 되고 싶었다 (2007, J'ai toujours rêvé d'être un gangster)
- 백스테이지 (2005년)
- 자니스와 존 (2003년)